# Tallarol emmascarat oriental
El tallarol emmascarat oriental (Curruca crassirostris; syn: Sylvia crassirostris) és una espècie d'ocell de la família dels sílvids (Sylviidae). Es troba a l'estiu al voltant del Mediterrani oriental, des dels Balcans passant per Turquia, el Caucas i les regions circumdants fins a l'Àsia central. És una espècie migratòria que passa l'hivern a l'est de l'Àfrica subsahariana. El seu hàbitat el conformen boscos caducifdolis oberts. El seu estat de conservació es considera de risc mínim.

## Taxonomia
Aquesta espècie estava classificada en el gènere Sylvia, però el Congrés Ornitològic Internacional, en la seva llista mundial d'ocells (versió 10.2, 2020) el transferí al gènere Curruca. Segons el Handook of the Birds of the World i la quarta versió de la BirdLife International Checklist of the birds of the world (Desembre 2019), aquest tàxon apareix classificat encara dins del gènere Sylvia.